# N855 (België)
De N855 is een gewestweg in de Belgische provincie Luxemburg. Deze weg vormt de verbinding tussen Fays-Famenne en Daverdisse.
De totale lengte van de N855 bedraagt ongeveer 5 kilometer.

## Plaatsen langs de N855
- Fays-Famenne
- Daverdisse